# كين غولدستاين
كين غولدستاين (بالإنجليزية: Ken Goldstein)‏ هو كاتب أمريكي، ولد في 24 يونيو 1969 في شيكاغو في الولايات المتحدة.

## وصلات خارجية
- كين غولدستاين على موقع IMDb (الإنجليزية)